# Maurice Wilkins

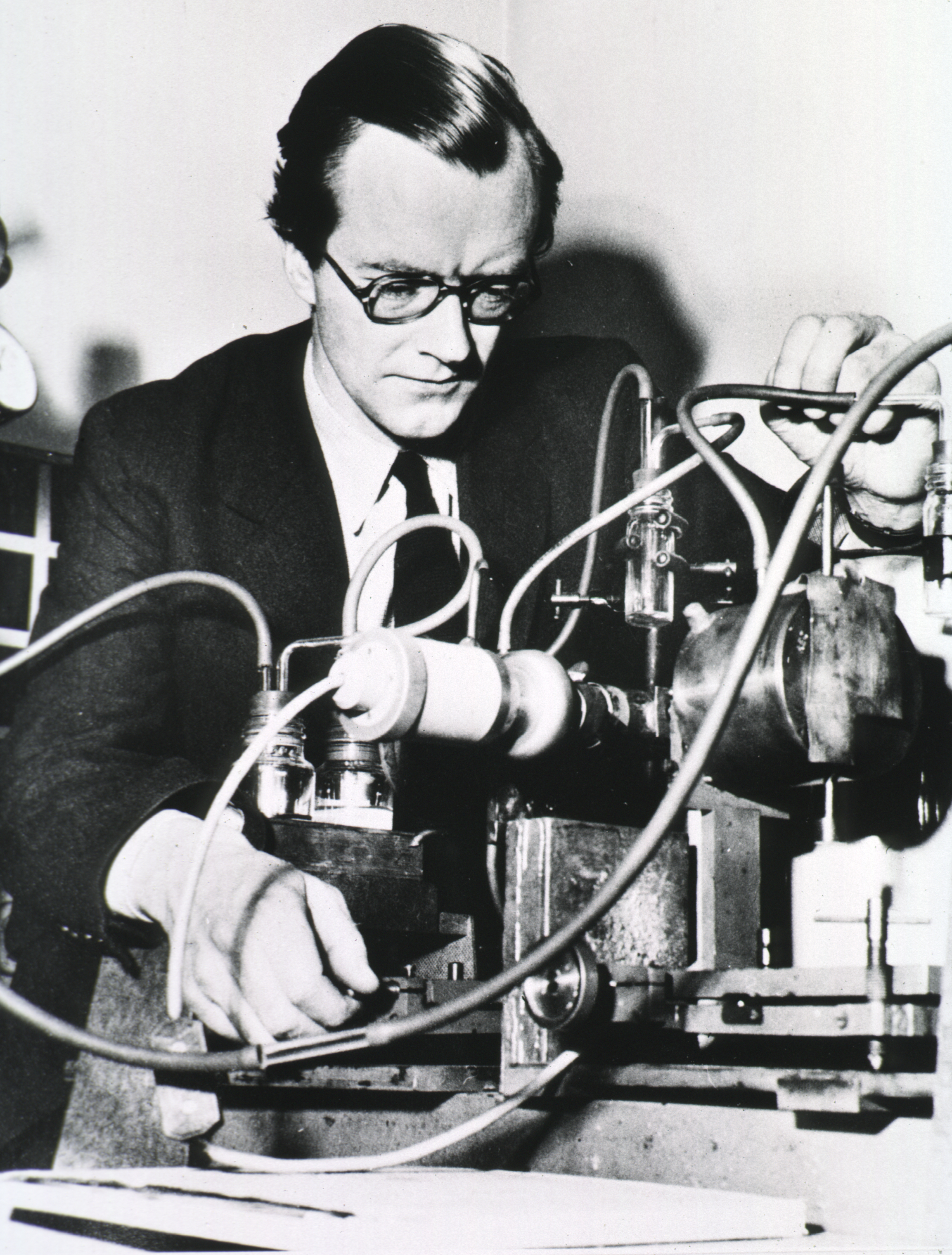

Maurice Hugh Frederick Wilkins, född 15 december 1916 i Pongaroa i Manawatū-Whanganui, Nya Zeeland, död 5 oktober 2004 i Blackheath i London, var en nyzeeländsk-brittisk fysiker och molekylärbiolog som fick Nobelpriset i medicin eller fysiologi 1962.
Vid sex års ålder flyttade Wilkins till England. Han studerade fysik på St. Johns College vid universitetet i Cambridge.
Han var en av de tre som 1962 fick Nobelpriset i medicin eller fysiologi för sin forskning om DNA. De andra två var James Watson och Francis Crick. 1960 tilldelades han Albert Lasker Basic Medical Research Award.